# IC 2311
IC 2311 — галактика типу E (еліптична галактика) у сузір'ї Корма.
Цей об'єкт міститься в оригінальній редакції індексного каталогу.